# Doubtful Sound

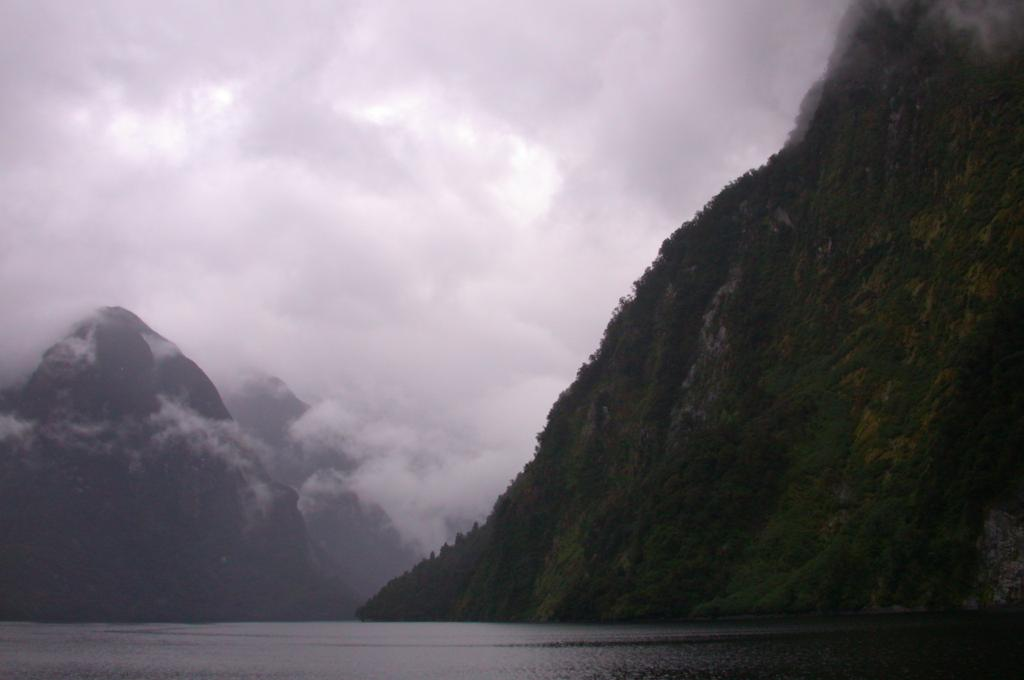
Vịnh hẹp Doubtful Sound

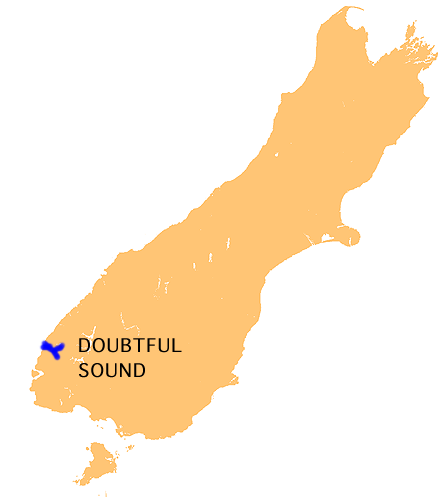
Vịnh Doubtful Sound ở vị trí Tây Nam đảo Nam

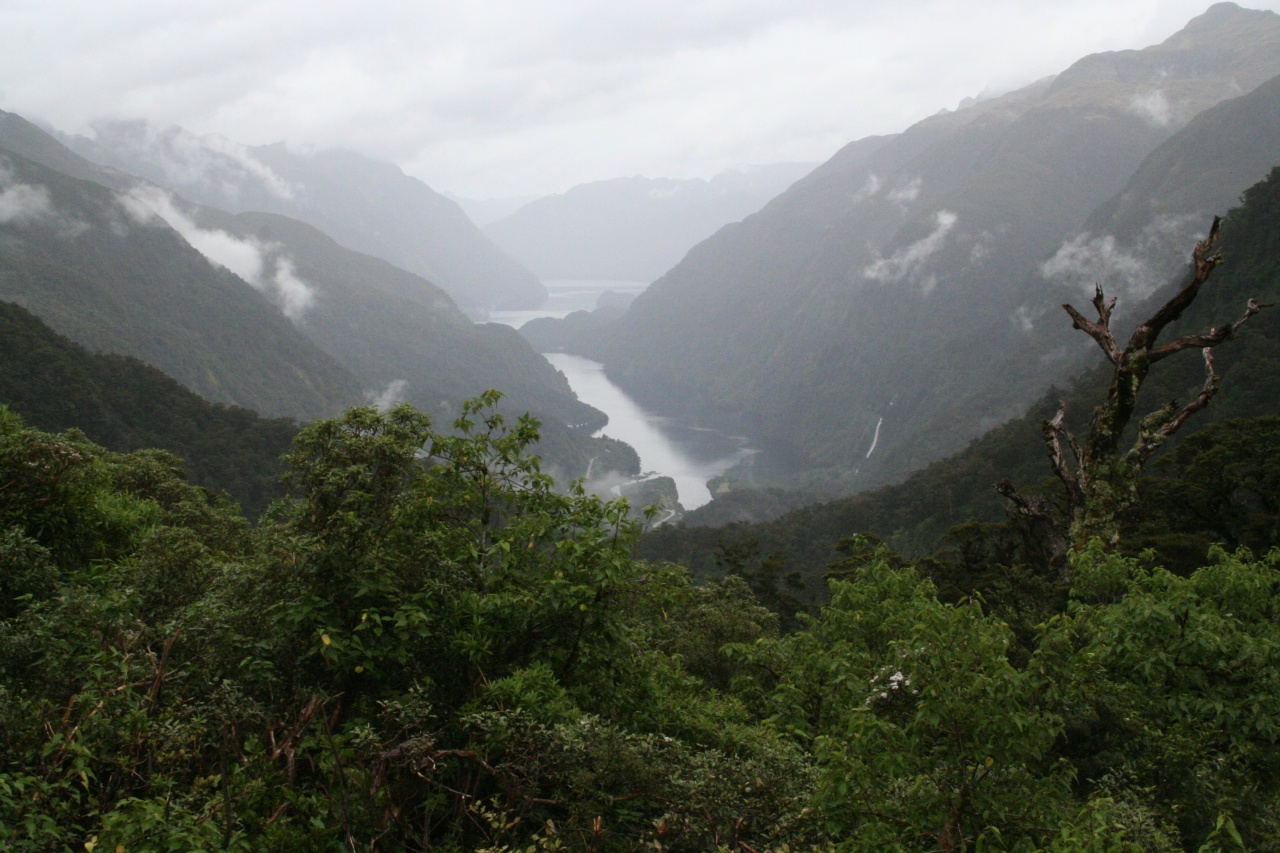
Toàn cảnh vịnh Doubtful Sound được quan sát từ Deep Cove

Doubtful Sound là một trong những vịnh hẹp sâu và đẹp nhất nằm ở phía Tây nam của New Zealand. Đây là vịnh thu hút nhiều thứ hai về lượng khách du lịch sau vịnh Milford Sound.

## Lịch sử
Nơi đây được khám phá vào năm 1770 bởi nhà thám hiểm James Cook. Đến năm 1793, đoàn thám hiểm người Tây Ban Nha do Alessandro Malaspina tiến hành vẽ bản đồ và đặt tên một số hòn đảo nhỏ và địa điểm trong vịnh như: Febrero, Bauza, the Nee Islets, Pendulo Reach, Malaspina Reach.

## Địa lý
Vịnh Doubtful Sound bao gồm 3 vịnh nhỏ hơn là các hợp lưu chính bao gồm:
- First Arm

- Crooked Arm

- Hall Arm

Vịnh bao gồm nhiều thác nước lớn, đặc biệt là thác Helena (nằm ở điểm đầu của vịnh là Deep Cove) và thác Browne. Điểm độc đáo ở vịnh này là mưa nhiều, tạo thành hàng trăm thác nước trên các sườn đồi dốc vô cùng ấn tượng.

## Động thực vật
Doubtful Sound có điểm thú vị ở chỗ nó có hai khu vực riêng biệt giữa nước ngọt và nước biển do lượng mưa nhiều và nước từ các sườn núi trút xuống. Cụ thể là ở độ sâu 2–10 m trong vịnh là nước ngọt. Do thành phần nước ngọt có tannin, cùng với đó là màu nước tối khiến một số loài cá vốn sinh sống ở khu vực nước sâu sẽ phải phát triển ở độ sâu vừa phải hơn. Các loài này bao gồm san hô đen (Antipatharia fiordensis) thường được tìm thấy ở độ sâu 30 – 40 m, nhưng có thể được tìm thấy ngay ở độ sâu 10 m.
Thương lưu của vịnh có địa hình dốc cùng với những khu rừng rậm với số lượng nhiều nhất họ Dẻ (Nothofagus) và nhiều cây bụi, dương xỉ.
Động vật được tìm thấy trong khu vực bao gồm hải cẩu, cá voi (Cá voi đầu bò phương nam, cá voi lưng gù, cá voi Minke, cá nhà táng, cá voi sát thủ, cá voi Pilot..). Vùng biển cũng là một sự đa dạng phong phú của các sinh vật biển khác với nhiều loài cá, sao biển, hải quỳ và san hô cùng với nhiều loài chim quý hiếm như chim cánh cụt Fiordland.

## Kinh tế
Khu vực là một trong những địa điểm thu hút đông khách du lịch trong và ngoài nước; ngoài ra là tiềm năng thủy điện nhờ những thác nước với trạm thủy điện Manapouri Power.